# Красноармейское (Оренбургская область)
Красноармейское — упразднённое село в Кваркенском районе Оренбургской области. На момент упразднения входило в состав сельского поселения Таналыкский сельсовет. Исключено из учётных данных в 2005 году.

## География
Располагалось на левом берегу реки Ташла, на расстоянии, примерно, 9 километров к юго-востоку от села Таналык.

## История
Предположительно основано в 1950-е годы, в период освоения целины, как одно из отделений совхоза имени Кирова.
Постановление Законодательного Собрания Оренбургской области от 16 февраля 2005 года № 1927/316-III-ОЗ село исключено из учётных данных.

## Население
По переписи 2002 года в селе проживало 2 человека, из которых башкиры составляли 50 % населения, татары — 50 %.